# ألان ديفيز (لاعب دوري الرغبي)
ألان ديفيز (بالإنجليزية: Alan Davies)‏ هو لاعب دوري الرغبي بريطاني، ولد في 5 فبراير 1933 في لي في المملكة المتحدة، وتوفي في 1 فبراير 2009 في بلاكبرن في المملكة المتحدة.